# 安哥丹尼體育會
安哥丹尼體育會（Unió Esportiva Engordany），是位于安道尔埃斯卡尔德斯-恩戈尔达尼的一个足球俱乐部。

## 球會荣誉
- 安道爾甲組足球聯賽

 亞軍： (1) 2017–18
- 安道爾乙組足球聯賽

 冠軍： (2) 2002–03, 2013–14
- 安道爾盃

 冠軍： (1) 2019
 亞軍： (1) 2016